# Georg Ronge
Georg Ronge (* 12. April 1869 in Neisse/Oberschlesien; † 21. November 1944 in Münster) war ein deutscher Verwaltungsjurist und Präsident des Landesfinanzamtes Münster.

## Werdegang
Nach seinem ersten juristischen Staatsexamen wurde Georg Ronge im Jahre 1892 Gerichtsreferendar beim Amtsgericht Neisse und war 1897 als Gerichtsassessor beim Amts- und Landgericht Gleiwitz beschäftigt. Bevor er 1907 in die Steuerverwaltung wechselte, war er Staatsanwalt in Gleiwitz und Stettin. Ronge wurde wissenschaftlicher Hilfsarbeiter in der Provinzialsteuerdirektion Stettin und 1910 Regierungsrat und Justitiar bei der Oberzolldirektion Breslau. Als Abteilungsleiter für Verkehrssteuern war er ab 1920 beim Landesfinanzamt Breslau beschäftigt. Zwei Jahre später wurde er hier Präsident und wechselte am 1. Juni 1924 in gleicher Funktion zum Landesfinanzamt Münster, wo er bis zu seiner Pensionierung am 31. Juli 1934 blieb.